# كريم زناسني
 كريم زناسني، فنان، وممثل سينمائي، وتلفزيوني، ولد في مدينة الجزائر العاصمة، في الأول جانفي من سنة 1963م، 
توفي إثر وعكة صحية، فجر يوم 16 فبراير سنة 2008م، بمستشفى مصطفى باشا الجامعي بالجزائر العاصمة، عن عمر ناهز 45 سنة.

## مشواره الفني
تقمص عدة أدوار عبر مسيرته الفنية، في التلفزيون الجزائري، في عدة مسلسلات سجلت صدى لدى المشاهد الجزائري.

### في التلفزيون
- موعد مع القدر، سنة 2007
- ناس ملاح سيتي 1, 2, 3 سنوات 2005, 2004, 2002
- القزوز يا عزوز.
- بيناتنا، سنة 2006.

### في السينما
- قوربي بالاس، سنة 2006.
- المهرة، لإبراهيم حجاج.
- ثمن الحلم.
- شجرة الحب.
- كان يستعد لتصوير دوره، في فيلم اللحظات الأخيرة.

## وفاته
توفي بسكتة قلبية، حيث كان يعاني من نوبات ضيق التنفس، ولكنها لم تكن حادة، مما لم يدفعه لزيارة الطبيب، لكنه تعرض لوعكة صحية نقل على إثرها إلى مستشفى مصطفى باشا الجامعي، لتلقي الإسعافات التي لم تكن مجدية، ففارق الفنان الحياة· 
توفي «كريم زناسني» في 16 فيفري2008م بالجزائر العاصمة. يعتبر من ألمع نجوم السينما الجزائرية و قد عرف كثيرا بأدواره الشريرة في الأفلام، حيث تأثر بالعديد من ممثلّي الأكشن و أصحاب الكاريزما الإيطالية، آخر مسلسل مثل فيه تحت إسم إسماعيل و هو مسلسل موعد مع القدر الذي عرض في شهر رمضان 2007. 